# Orde van Militaire Verdienste (Liberia)
De Orde van Militaire Verdienste van Liberia, (Engels: "Military Merit Order"), werd in 1914 ingesteld. Het lint heeft zeven even wijde strepen in kleuren die enigszins lijken op die van de regenboog; rood, oranje, geel, groen en twee schakeringen van paars en violet.